# Schladen (Schladen-Werla)
Schladen – dzielnica gminy Schladen-Werla w Niemczech, w kraju związkowym Dolna Saksonia, w powiecie Wolfenbüttel. Do 31 października 2013 samodzielna gmina oraz siedziba gminy zbiorowej Schladen, która dzień później została rozwiązana.